# 美國軍事史
美国军事史是指美國軍事的歷史。1775年召開的大陆会议宣佈大陆军、大陆海军和大陸海軍陸戰隊成立。这些军队与法兰西王国并肩作战，最終在美國獨立戰爭期間战胜了英国，英國通過《巴黎条约》承認美國独立。 1789年，新美国宪法規定美国总统为美軍的总司令，而且美国国会擁有宣战权。 美军参与的主要冲突有北美印第安战争、 1812年战争、美墨戰爭、南北战争、香蕉戰爭、第一次世界大战、第二次世界大战、朝鲜战争、越南战争和伊拉克战争。